# 小行星12418
小行星12418（銅陵星，12418 Tongling）是一颗主带小行星，是施密特CCD小行星項目組在1995年10月23日于興隆縣发现的。
小行星12418的命名来自于安徽省銅陵市。